# Маї-Ндомбе
Озеро Маї-Ндомбе (фр. Lac Mai-Ndombe; колишня назва — Озеро Леопольда) — прісноводне озеро в західній частині басейну річки Конго, на північному заході Демократичної Республіки Конго. Довжина становить близько 130 кілометрів. Розташоване на болотистій низовині. Площа — 2300 кв. км. На півночі в озеро впадає річка Лото. Як й інші озера басейну Конго, Маї-Ндомбе є залишком гігантського безстічного озера, що утворилось близько 1 мільйона років тому. З озера Маї-Ндомбе витікають річки Лукені та Касаї, що впадають потім у Конго.
Маї-Ндомбе було виявлено Генрі Мортоном Стенлі під час його дослідницької експедиції 1879-1884 рр, організованої за наказом короля Бельгії Леопольда II, на честь якого й отримало свою назву. Перейменовано в Маї-Ндомбе після отримання Бельгійським Конго незалежності в роки правління в цій країні диктатора Мобуту Сесе Секо.